# Dan Säll
Dan Säll (født Dan Kurt Einar Säll 5. december 1947 i Jönköping, Sverige) er filmfotograf og instruktør.
Dan Säll er kendt for Årenes ringe, Dronningens musikanter og Venter på livet.